# El Tiempo Casa Editorial
El Tiempo Casa Editorial es un conglomerado de medios y la editorial propietaria del principal diario colombiano de circulación nacional, El Tiempo. Fue fundada por el expresidente Eduardo Santos Montejo, el 1 de febrero de 1956, seis meses después de que la dictadura del general Gustavo Rojas Pinilla clausuró el periódico. Santos Montejo conformó la Casa Editorial para utilizar las instalaciones y el personal de El Tiempo en la elaboración de otras publicaciones, evitando la desaparición de la empresa y el despido de sus trabajadores. El exmandatario repartió las acciones entre los miembros principales de la Familia Santos, Roberto García-Peña, Abdón Espinosa Valderrama y varios funcionarios de su entera confianza. La primera publicación de la nueva sociedad fue el diario Intermedio.
En marzo de 2012, el grupo económico liderado por Luis Carlos Sarmiento adquirió el 88% de la participación accionaria, y dos meses después efectuó una negociación para hacerse con la totalidad de las acciones.
El conglomerado ETCE también maneja los portales de e-commerce: loencontraste.com, quebuenacompra.com, elempleo.com, metrocuadrado.com, carroya.com y una de los portales más importantes de fútbol en Colombia Futbolred.com, ETCE ha sido desde su creación la principal accionista del canal de televisión local CityTV, inaugurado en febrero de 1999. posee además el Canal EL TIEMPO, en el aire desde 2010 y fue cerrado el 24 de febrero de 2019, dejándolo solo en noticias actualizadas día a día y reemisión de programación de Citytv sin producir su contenido original.

## Publicaciones
- Portafolio:[8] Publicación de economía líder en Colombia y una de las más importantes de Hispanoamérica, que llega de 3 maneras al usuario que son: El periódico que se entrega diariamente, Revista que es mensual y solo para suscriptores y de forma virtual.
- Motor:[9] Publicación quincenal de información sobre automóviles. Su listado de precios de vehículos usados es referencia para la mayoría de los concesionarios automotrices.(Segundo y último miércoles de cada mes)
- Elenco:[10] Revista de farándula y entretenimiento. (Quincenal, jueves) tuvo dos etapas la primera entre 1979 a 1999 y la segunda entre 2008 a 2015.
- Carrusel:[11] Enfocada al entretenimiento y variedades. (Quincenal, jueves)
- Habitar: Información sobre vivienda (Mensual, sábado, y solo para suscriptores)
- Lecturas Dominicales:[12] Cuadernillo cultural. (Primer domingo de cada mes)
- Domingo a Domingo: Revista semanal que trae un análisis a profundidad de las noticias más relevantes de la semana, entró en circulación tras la cancelación de la circulación de la revista de The New York Times, con el rediseño del periódico en 2010 se transformó en el cuadernillo "Debes Leer" y a finales de 2017 en un nuevo rediseño se renombró al nombre de "A Fondo"
- Boyacá 7 Días y Llano 7 Días: Periódicos regionales de circulación diaria (excepto domingos y festivos), anteriormente tenía el formato de semanarios regionales, además de ello circulaba también los semanarios Tolima 7 Días (1992-2010), Café 7 Días (1998-2001) y Cundinamarca 7 Días (2008-2011)  el cual salieron de circulación para ser incluidas como sección local del Diario EL TIEMPO de dichas regiones; tanto Boyacá como Llano 7 Días ya no forman parte de la unidad de negocios de la CEET tras ser adquiridas a empresarios independientes; En el caso de Boyacá 7 Días en abril de 2018 fue adquirida por un grupo de empresarios boyacenses constituyendo el Grupo Empresarial Boyacá 7 Días S.A.S que se encargará de la administración financiera, administrativa y periodística, pese a ello su diagramación e impresión así como su distribución y circulación seguirá contando con el apoyo de la Casa Editorial El Tiempo; De igual manera sucede con Llano 7 Días que después de su última edición bajo la administración de la CEET el 28 de febrero de 2018[13], la publicación vuelve a circular a partir del 1 de septiembre del mismo año, bajo la administración de empresarios de la ciudad de Villavicencio, liderados por el exalcalde y exministro de agricultura Juan Guillermo Zuluaga.
- Bocas: Revista dominical con reportajes y entrevistas a personajes de actualidad. (Segundo domingo de cada mes)
- UN Periódico: Publicación de la Universidad Nacional de Colombia. (Cada tres semanas, domingo, y solo para suscriptores).
- EL TIEMPO Zona: Semanario con noticias comunitarias, dependiendo del sector de Bogotá donde se venda el periódico (Semanal, jueves).
- Don Juan:[14] Revista de circulación mensual con temas para adultos.
- Metrocuadrado: Revista mensual de proyectos nuevos de vivienda en Bogotá, Cali y Costa. Además de contenido en casa de famosos, noticias de decoración, remodelación y del sector. Circulación mensual
- Aló:[15] Revista quincenal fundada en 1988 y que se enfoca principalmente en temas femeninos.
- Credencial:[16] Revista de carácter netamente cultural que se entrega a los suscriptores y tarjetahabientes del Banco de Occidente.
- ADN[17] Diario de la capital de distribución gratuita. Maneja también ediciones propias en las ciudades de Medellín, Cali, Barranquilla, Bucaramanga e Ibagué.
- ENTER.CO:[18] Información sobre Tecnología (Mensual, para suscriptores, y a la venta al público por precio mayor al de la suscripción). La revista ya no hace parte de la CEET, se escindió y ahora está bajo Enter.co S.A.S cuyo director es Guillermo Santos.

## Audiovisuales
- Citytv: Canal de televisión abierta y local que inició transmisiones en 1999. Está dirigido exclusivamente al público de Bogotá y su área metropolitana, pero tiene cobertura nacional a través de los diferentes sistemas de televisión por suscripción.